# Olav Magne Dønnem
Olav Magne Dønnem (Surnadal, 21 novembre 1980) è un ex saltatore con gli sci norvegese.

## Biografia
In Coppa del Mondo esordì il 28 novembre 1998 a Lillehammer (34°) e ottenne l'unica vittoria, nonché unico podio, il 25 novembre 2000 a Kuopio.
In carriera prese parte a un'edizione dei Campionati mondiali, Lahti 2001 (8° nella gara a squadre dal trampolino normale il miglior risultato), e a due dei Mondiali di volo (19° a Vikersund 2000 il miglior risultato).

## Palmarès

### Coppa del Mondo
- Miglior piazzamento in classifica generale: 29º nel 2001
- 1 podio (a squadre):
  - 1 vittoria

#### Coppa del Mondo - vittorie
| Data             | Località | Nazione   | Trampolino                                                          |
| ---------------- | -------- | --------- | ------------------------------------------------------------------- |
| 25 novembre 2000 | Kuopio   | Finlandia | Puijo K120 (con Roar Ljøkelsøy, Lasse Ottesen e Tommy Ingebrigtsen) |